# Suntory Global Spirits

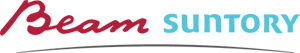
Beam Suntory Logo

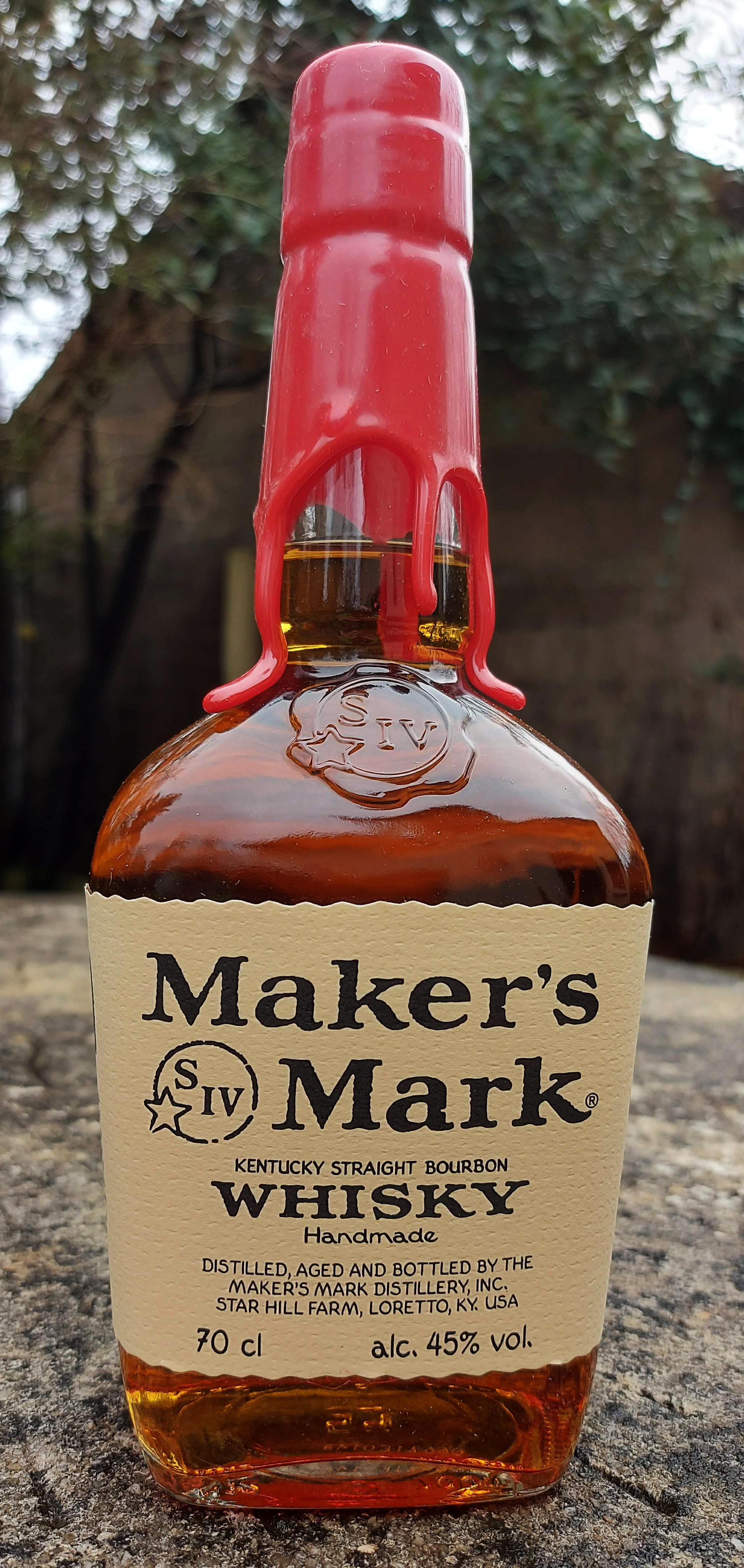
Maker’s Mark – ein Produkt von Beam Suntory

Suntory Global Spirits ist ein Spirituosenhersteller mit Sitz in New York, USA. Das Unternehmen gehört dem japanischen Getränkehersteller Suntory. Nachdem die Suntory Holdings im April 2014 das Spirituosenunternehmen Beam Inc. für 13,6 Milliarden US-Dollar übernahm, firmierte es zehn Jahre lang als Beam Suntory. Analysten schätzen den Umsatz des Unternehmens auf etwa 4 Milliarden US-Dollar im Jahr. Stand 2023 hat das Unternehmen 5.333 Mitarbeiter. Suntory Global Spirits ist damit der drittgrößte Spirituosenhersteller der Welt. In Deutschland ist Suntory durch das Tochterunternehmen Beam Suntory Deutschland GmbH vertreten.

## Geschichte
Beam Inc. ging 2011 aus dem Spirituosengeschäft von Fortune Brands hervor, als dieses Unternehmen sich aufspaltete. Bereits vor dem Zusammenschluss vertrieb Suntory die Produkte von Beam Inc. in Japan, während Beam verschiedene Marken von Suntory in Singapur und anderen asiatischen Ländern vertrieb.
Suntory kaufte Beam Inc. 2014 für 13,6 Milliarden US-Dollar und übernahm auch etwa 2 Milliarden Schulden. Seit Oktober 2014 gehörten auch die Spirituosenmarken, die Suntory bereits selber besaß wie beispielsweise Yamazaki-Whisky zu Beam Suntory. Zum zehnjährigen Jubiläum 2024 der Übernahme änderte das Unternehmen seinen Namen und firmiert seitdem als Suntory Global Spirits, womit der Firmenname Beam endgültig gestrichen wurde.

## Produkte

### Amerikanische und kanadische Whiskeys
- Basil Hayden's
- Booker’s
- Canadian Club
- Jim Beam
- Knob Creek Rye
- Maker’s Mark

### Schottische und irische Whisk(e)ys
- Bowmore (mitsamt Auchentoshan und Glen Garioch)[9]
- Connemara
- Kilbeggan
- Laphroaig
- Teacher’s

### Spanische Whiskys
- DYC Whisky

### Japanische Whiskys
- Hakushu
- Hibiki
- Kakubin
- Yamazaki
- Toki
- The Chita

### Tequila
- Hornitos
- Sauza

### Gin
- Larios
- Roku
- Sipsmith

### Wodka
- Haku
- Pinnacle

### Cognac
- Courvoisier

### Rum
- Brugal
- Cruzan

### Likör
- Bols
- Midori
- Sourz

### Cocktails
- Skinnygirl